# Esplanada d'Espanya

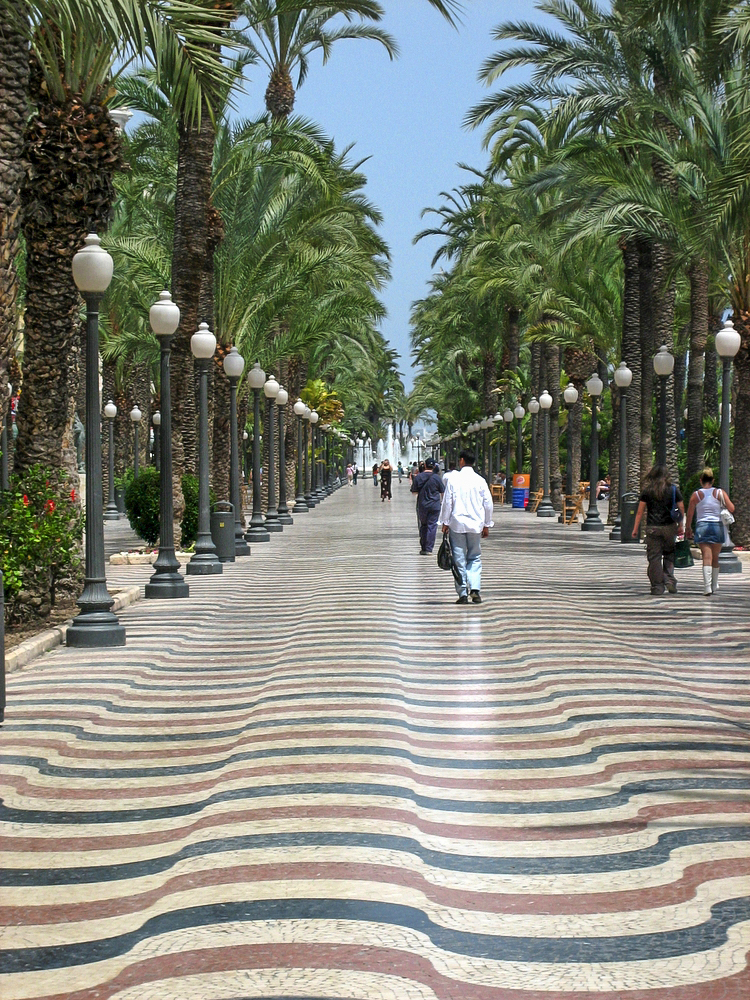
L'Esplanada

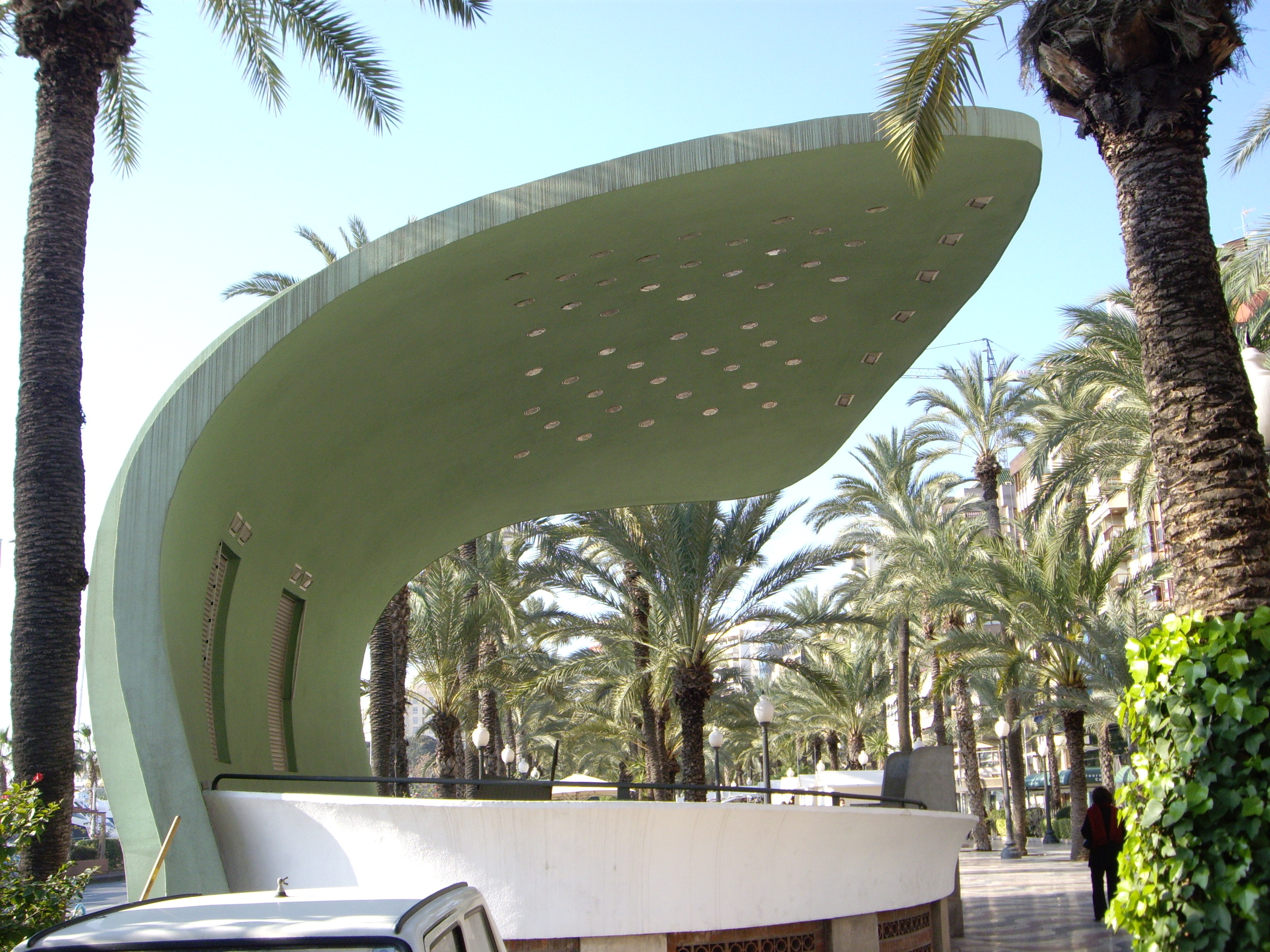
La petxina de l'Esplanada

L'Esplanada (en la pronúncia local, l'Esplanà i oficialment Esplanada d'Espanya) és un passeig marítim de la ciutat d'Alacant. S'estén des de la plaça de la Porta de la Mar, al llarg de la Marina d'Alacant, fins al Parc de Canalejas. Té una longitud de mig quilòmetre i és una de les vies més famoses i icòniques de la ciutat.
Es va construir sobre l'antic dic, durant la primera meitat del segle xx. Està compost per més de 6.000.000 de tessel·les que dibuixen un mosaic característic en forma d'ones de colors roig, blau i blanc que s'han convertit en icona de la ciutat. A més, compta amb quatre fileres de palmeres, principalment datileres, que recorren els més de 500 metres de longitud del passeig.
Es tracta d'un senyal d'identitat per als alacantins, i tot un símbol del turisme de la ciutat. Va ser renovat i restaurat en els anys 90, i encara es considera una de les grans fites de la ciutat. Anteriorment a la Guerra Civil Espanyola, aquesta zona d'esbarjo rebia el nom de Passeig dels Màrtirs.
Al llarg del passeig es situen nombroses botigues d'artesania i venda de souvenirs i trobem alguns edificis importants de la ciutat, com l'Hotel Gran Sol o la Casa Carbonell.

## El mosaic de tessel·les
El terra de l'Esplanada és un mosaic gegantí compost per sis milions i mig de tessel·les quadrades d'uns 4 cm x 4 cm de tres colors:
- Roig Alacant: És el nom de la tonalitat del roig, un color grana que pot presentar taques blanques repartides irregularment.
- Crema ivori: És un to que no arriba a ser blanc, tendeix més a color beix.
- Negre marquina: És un negre lleugerament blavós.

El mosaic representa les onades del Mar Mediterrani, amb formes ondulades que intercalen els tres colors al llarg de tot el passeig marítim.

## La Petxina de l'Esplanada
A mig camí trobem un gran escenari conegut com 'La Petxina', on se celebren concerts de música clàssica i representacions de danses tradicionals.